# Hohen Pritz
Hohen Pritz är en kommun och ort i Landkreis Ludwigslust-Parchim i förbundslandet Mecklenburg-Vorpommern i Tyskland.
Kommunen ingår i kommunalförbundet Amt Sternberger Seenlandschaft tillsammans med kommunerna Blankenberg, Borkow, Brüel, Dabel, Kloster Tempzin, Kobrow, Kuhlen-Wendorf, Mustin, Sternberg, Weitendorf och Witzin.